# XV Mistrzostwa Świata w Lataniu Rajdowym
XV Mistrzostwa Świata w Lataniu Rajdowym – zawody lotnicze, organizowane w dniach 26-31 lipca 2006 w Troyes we Francji z ramienia Międzynarodowej Federacji Lotniczej (FAI), razem z XVII Mistrzostwami Świata w Lataniu Precyzyjnym. 

## Uczestnicy
W zawodach sklasyfikowano 65 załóg z Francji (8), Polski (6), Czech (5), Wielkiej Brytanii (5), Hiszpanii (5), Węgier (5), RPA (5), Rosji (4), Niemiec (3), Austrii (3), Grecji (3), Włoch (3), Chile (3), Cypru (2), Izraela (2), Słowacji (1), Portugalii (1) i 1 mieszaną.
Najpopularniejszym typem samolotu wśród załóg była Cessna 152 (31 zgłoszonych załóg) i Cessna 172 (25), następnie DR400 (4), Cessna 150 (3), 3Xtrim (2), PZL-104M Wilga 2000 (2), Glastar (1), HB-23 (1), Piper PA-28-180 Cherokee (1), DV-20 (1) (liczby biorących udział samolotów były mniejsze, gdyż część załóg korzystała z tych samych maszyn, ponadto liczba sklasyfikowanych załóg była mniejsza od zgłoszonych).
W skład polskiej ekipy wchodziło 6 załóg (pilot / nawigator):
- Michał Bartler / Michał Osowski - Cessna 152 SP-AKP (AKW?)
- Janusz Darocha / Zbigniew Chrząszcz - Cessna 152 SP-FZY (?)
- Marek Kachaniak / Dariusz Zawłocki - Cessna 152 SP-AKP (?)
- Bolesław Radomski / Dariusz Lechowski - Cessna 152 SP-AKO
- Krzysztof Wieczorek / Krzysztof Skrętowicz - 3Xtrim SP-YUD
- Wacław Wieczorek / Michał Wieczorek - PZL Wilga 2000 SP-KPB

## Przebieg
15 i 17-21 lipca 2006 - dowolny trening (16 lipca 2006 pokazy lotnicze)
21-26 lipca 2006 - XVII Mistrzostwa Świata w Lataniu Precyzyjnym
24-26 lipca 2006 - trening
26 lipca 2006 - rejestracja, odprawa zawodników i otwarcie zawodów
27 lipca 2006 - oficjalny trening
28 lipca 2006 - pierwszy dzień zawodów
29 lipca 2006 - drugi dzień zawodów
30 lipca 2006 - trzeci dzień zawodów
31 lipca 2006 - ogłoszenie wyników i zamknięcie (dzień rezerwowy)
1 sierpnia 2006 - odloty zawodników
W skład poszczególnych konkurencji wchodziły osobno punktowane próby wykonywania obliczeń nawigacyjnych, rozpoznania lotniczego i próby lądowania. 
W pierwszej konkurencji nawigacyjnej zwyciężyła załoga francuska Cherioux / Le Gentil (24 pkt karne), drugie zajęli zawodnicy czescy - bracia Jiří i Michal Filip (60 pkt), a trzecie polska załoga Darocha / Chrząszcz (68 pkt). Ponadto, w pierwszej dziesiątce znalazły się polskie załogi: W. Wieczorek / M. Wieczorek (4. miejsce, 82 pkt), K. Wieczorek / Skrętowicz (6. miejsce, 90 pkt)i Bartler / Osowski (9. miejsce, 130 pkt).
W drugiej konkurencji nawigacyjnej pierwsze miejsce zajęła polska załoga W. Wieczorek / M. Wieczorek (48 pkt karnych). Drugie i trzecie miejsce zajęły załogi czeskie Opat / Rajdl (66 pkt) i Filip / Filip (106 pkt). Ponadto, załoga Kachaniak / Zawłocki znalazła się na 4. miejscu ze 130 punktami, a pozostałe polskie załogi w drugiej dziesiątce. Miejsca od 5. do 7. zajęły załogi francuskie. 

## Wyniki

### Indywidualnie
| #   | Pilot / nawigator                          | państwo | samolot        | numer rej. | punkty karne za: nawigację + rozpoznanie + lądowania = suma |
| 1.  | Wacław Wieczorek / Michał Wieczorek        | Polska  | PZL Wilga 2000 | SP-KPB     | 0 + 50 + 80 = 130                                           |
| 2.  | Jiří Filip / Michal Filip                  | Czechy  | Cessna 152     | OK-IKH     | 0 + 6 + 160 = 166                                           |
| 3.  | Petr Opat / Tomas Rajdl                    | Czechy  | Cessna 152     | OK-NAV     | 80 + 28 + 120 = 228                                         |
| 4.  | Julien Cherioux / David Le Gentil          | Francja | DR400          | F-GNNS     | 120 + 30 + 80 = 230                                         |
| 5.  | Philippe Odeon / Philippe Muller           | Francja | Cessna 152     | F-GBFB     | 40 + 26 + 180 = 246                                         |
| 6.  | Janusz Darocha / Zbigniew Chrząszcz        | Polska  | Cessna 152     | SP-FZY (?) | 80 + 30 + 220 = 330                                         |
| 7.  | Krzysztof Wieczorek / Krzysztof Skrętowicz | Polska  | 3Xtrim         | SP-YUD     | 120 + 16 + 220 = 356                                        |
| 8.  | Bertrand De Greef / Jean-Pierre Delmas     | Francja | Cessna 152     | F-GBQD     | 80 + 34 + 260 = 374                                         |
| 9.  | Michel Frere / Frédérick Saquet            | Francja | Cessna 152     | F-GAFN     | 180 + 54 + 180 = 414                                        |
| 10. | Michał Bartler / Michał Osowski            | Polska  | Cessna 152     | SP-AKP (?) | 160 + 130 + 140 = 430                                       |

Dalsze miejsca polskich zawodników:
| 13. | Bolesław Radomski / Dariusz Lechowski | Polska | Cessna 152 | SP-AKO     | 120 + 246 + 160 = 526  |
| 25. | Marek Kachaniak / Dariusz Zawłocki    | Polska | Cessna 152 | SP-AKP (?) | 300 + 542 + 200 = 1042 |

### Zespołowo
Liczono dwie najlepsze załogi (liczba pkt karnych):
1. Czechy  - 394
2. Polska  - 460
3. Francja  - 476
4. Hiszpania -  1010
5. Austria - 1700
6. Wielka Brytania - 1756
7. Węgry - 2226
8. Niemcy - 2256
9. RPA - 2526
10. Chile - 2546
11. Grecja - 3956
12. Włochy - 4760
13. Rosja - 4956
14. Cypr - 8860
15. Izrael - 9574